# Трамбилено
Трамбилено (итал. Trambileno) је насеље у Италији у округу Тренто, региону Трентино-Јужни Тирол.
Према процени из 2011. у насељу је живело 1212 становника. Насеље се налази на надморској висини од 515 м.

## Становништво
Према резултатима пописа становништва 2011. у општини је живело 1.355 становника.
| 1931. | 1936. | 1951. | 1961. | 1971. | 1981. | 1991. | 2001. | 2011. |
| ----- | ----- | ----- | ----- | ----- | ----- | ----- | ----- | ----- |
| 1.392 | 1.384 | 1.585 | 1.440 | 1.292 | 1.218 | 1.108 | 1.212 | 1.355 |

## Партнерски градови
- Bento Gonçalves